# (19130) Tytgat
(19130) Tytgat ist ein im mittleren Hauptgürtel gelegener Asteroid. Er wurde am 11. Februar 1988 von dem belgischen Astronomen Eric Walter Elst am La-Silla-Observatorium der Europäischen Südsternwarte in Chile (IAU-Code 809) entdeckt.
Der mittlere Durchmesser des Asteroiden wurde mit 6,300 (±0,197) Kilometer berechnet, die Albedo mit 0,229 (±0,038).
(19130) Tytgat wurde am 2. April 2007 nach dem belgischen Maler Edgard Tytgat (1879–1957) benannt.